# Geissele Automatics
Geissele Automatics是美國一家原位於賓夕法尼亞州諾裏斯敦，現遷於北威爾士的輕兵器及配件生產商。該公司主要生產槍械扳機及護木。

## 歷史
Bill Geissele於2004年成立Geissele Automatics（下稱Geissele），起初為生產可用於高威力步槍競賽的AR-15扳機組。後來美國國防部向Geissele提出研發質量與其半自動競賽扳機相當的擊發調變扳機的請求，作為回應，Geissele推出了其SSF（Super-Select Fire，超級擊發調變）扳機，並於2006年被美國特種部隊採用為M4系槍械的扳機。而對於無需全自動射擊功能的民間及執法射手，Geissele則推出了SSF的半自動版──SSA（Super-Semi Automactic，超級半自動）扳機。
後來Geissele的扳機系列擴展到AR-15以外的槍械，如雷明登700步槍、Tavor、X95、MPX、MCX等，亦有生產各類護木、配件。
2013年，Geissele耗資185萬美元購買了一座位於北威爾士，佔地70000平方英尺的設施，用作日後的辦公室。
2018年，Geissele聯同Daniel Defense贏得了美國陸軍特種作戰司令部的「改進型上機匣組（簡稱URG-I）」，並將配發到諸如第75遊騎兵團等特種部隊。

## 產品

### 配件

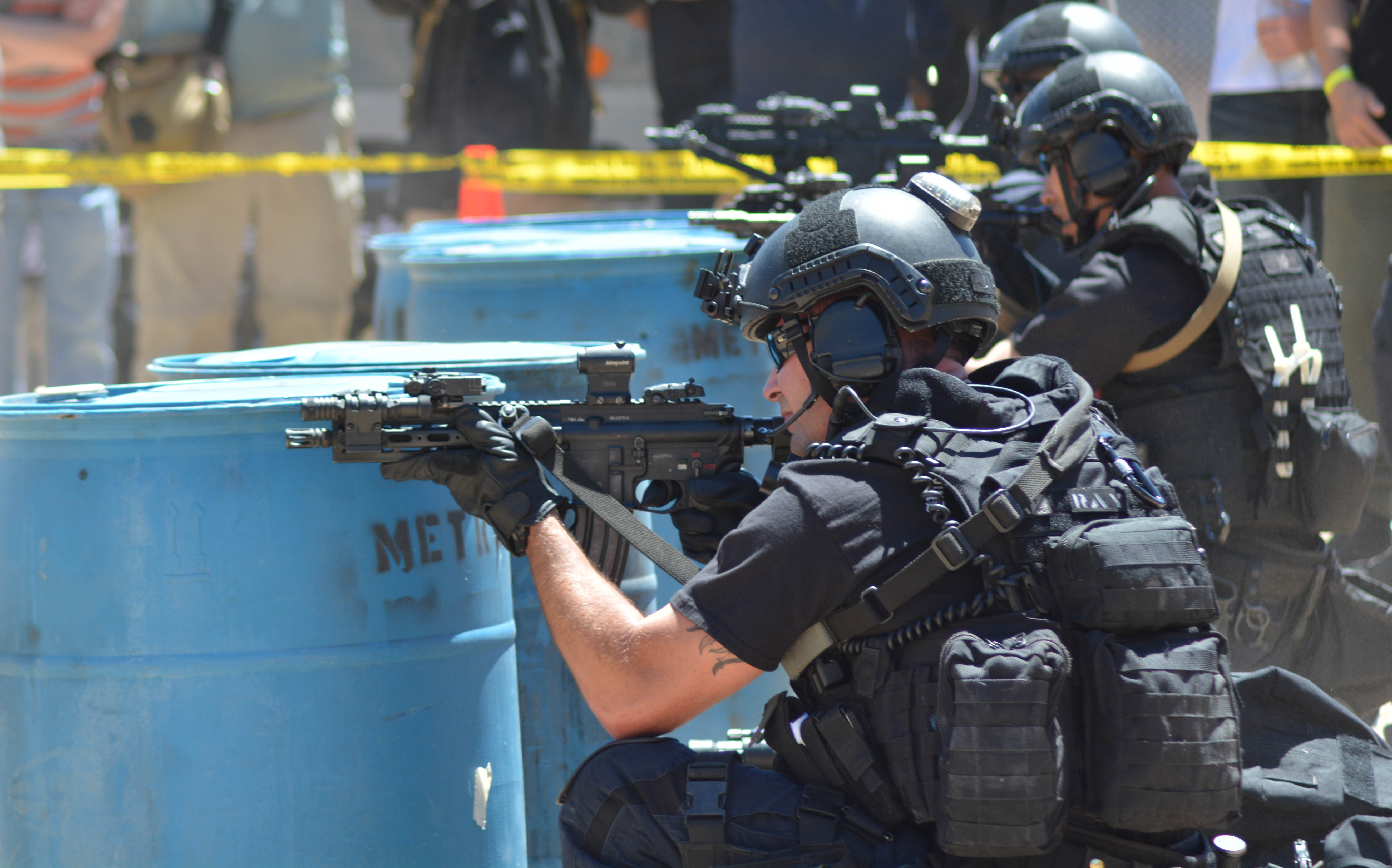
裝有HK SMR護木的HK416

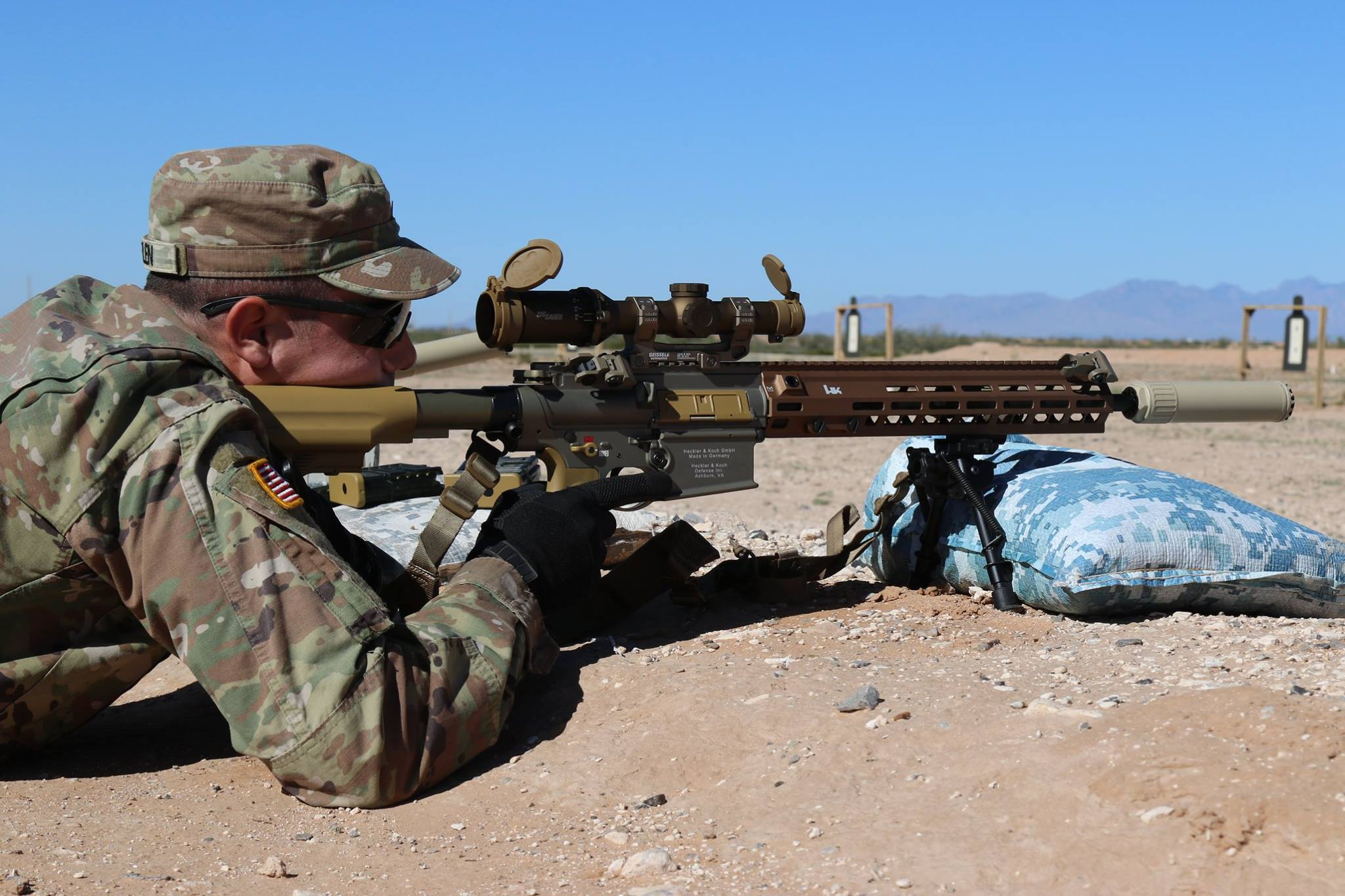
裝有HK417 M-LOK護木及Geissele鏡座的M110A1 SDMR

Geissele的主要產品為各類槍械之一/二段扳機，以及AR-15、HK416/MR556及HK417/MR762的模組化護木。同時亦有生產各類瞄具鏡座及AR-15的配件。
當中為HK416設計的HK SMR護木被大量用家使用，Geissele亦推出了採用M-LOK的HK SMR後繼版本MK15；而為HK417設計的M-LOK護木則被採用於CSASS系統。
由於AR護木長度變長，不少槍械改用低輪廓導氣座，因此失去了安裝刺刀的功能。所以Geissele在研究美國陸軍的M4A1+升級案時加入了安裝在5格1913導軌上的刺刀座。儘管M4A1+升級案已被取消，Geissele仍在2016年現代海軍陸戰隊軍事博覽會（Modern Day Marine 2016）展出並在2020年9月28日正式推出「超級戳戳刺刀座（Super Stabby Bayonet Mount，簡稱SSBM）」。SSBM可供用家在本來沒有刺刀座的武器安裝M9刺刀使用。

### 槍械
Geissele亦有推出完整槍械，並供買家從Geissele、ALG防務、B5系統等廠商的產品中自定需要的配件，甚至可由Geissele預先安裝所需的瞄具和槍燈等配件。

#### 超級勤務（Super Duty）系列
超級勤務（Super Duty）系列是一系列Geissele推出的AR-15步槍/手槍系列，步槍型配有B5 SOPMOD槍托，手槍型則配有SBA3手臂支撐器。其中新推出的超級勤務步槍/手槍採用了新的MK16護木，並採用了類似HK416/417的Geissele中央凸點（Geissele Center Tab）以固定護木。

#### URG-I
URG-I（Upper Receiver Group - Improved，改進型上機匣組）於2018年SHOT Show展出，為Geissele與Daniel Defense合作，被美國陸軍特種作戰司令部採用，為使用M855A1最佳化的AR-15上機匣。URG-I採用了中等長度氣動系統、低輪廓導氣座等對軍方而言相對較新的改進，並採用了Geissele為美國陸軍特種作戰司令部的需求度身訂製的MK16 M-LOK護木。

### 瞄具
Geissele於2020年1月發佈了Super Precision 1-6 1-6倍第二焦鏡準星低倍率可調瞄具（LPVO），為其首款瞄具產品，相比市場同類產品，Super Precision改用了稍大的26公釐物鏡。

### 工具
Geissele生產了各種AR-10/15的組裝工具，以方便需要修理及組裝大量槍械的槍匠。

## 相關企業
ALG防務（英語：ALG Defense）為Bill Geissele的妻子Amy Lynn Geissele所開設的公司，為Geissele Automatics的姊妹公司。
亞伯拉罕和摩西生存用品（英語：Abraham & Moses Survival Equipment）則為Geissele創辦人Bill Geissele因為其兒子Abraham表達他想製作刀具，而基於其兒子Abraham及Moses來命名的公司。

## 資料來源
1. ↑  . geissele.com.   [2019-09-05]. （原始内容存档于2018-12-23） （英语）.
2. ↑  . Jackson Cross Partners. 2013-09-25  [2019-09-05]. （原始内容存档于2019-09-05） （美国英语）.
3. 1 2  D'Costa, Ian. . Military Times. 2019-01-08  [2019-09-05]. （原始内容存档于2021-01-16） （美国英语）.
4. ↑  .   [2020-10-24]. （原始内容存档于2020-11-01） （美国英语）.
5. ↑  .   [2020-10-24]. （原始内容存档于2020-11-16） （美国英语）.
6. ↑  October 22, Max Slowik on. . GunsAmerica Digest. 2020-10-22  [2020-10-24]. （原始内容存档于2020-11-23） （美国英语）.
7. ↑  Chris Eger. . Guns.com. 2020-09-28  [2020-10-24]. （原始内容存档于2020-11-29） （英语）.
8. ↑  . geissele.com.   [2020-01-24] （英语）.
9. ↑  . Military Times. 2017-08-08  [2020-10-24] （美国英语）.
10. ↑  . algdefense.com.   [2019-09-05]. （原始内容存档于2017-06-06）.
11. ↑  . abeandmoe.com.   [2019-09-05]. （原始内容存档于2019-02-19） （英语）.
12. ↑  Alexander Crown. . Recoil. 2019-02-10  [2019-09-05]. （原始内容存档于2019-09-05） （美国英语）.